# Karahawyana
I Karahawyana (o anche Karafawyana) sono un gruppo etnico del Brasile che ha una popolazione stimata in circa 43 individui. Parlano la lingua Karahawyana (codice ISO 639: XKH) e sono principalmente di fede animista.
Vivono nello stato brasiliano di Amazonas, vicino ai Waiwai. Sono quasi estinti; gli ultimi Karahawyana rimasti si sono stabilmente inseriti nella comunità Waiwai assorbendone la lingua. 